# Équipe d'Antigua-et-Barbuda féminine de volley-ball
L'équipe d'Antigua-et-Barbuda de volley-ball féminin est composée des meilleures joueuses antiguaises sélectionnées par la Fédération antiguaise de Volleyball (Antigua Volleyball Association, AVA). Elle n'est actuellement pas classée par la Fédération Internationale de Volleyball au 15 janvier 2010.

## Sélection actuelle
Sélection pour les qualifications aux Championnats du monde 2010.

Entraîneur : Harris Lewis  ; entraîneur-adjoint : Rosalie Lewis 

## Palmarès et parcours

### Palmarès
Néant.